# Aprítógépgyár
Az Aprítógépgyár egy Jászberényben működő üzem, mely ma a finn Fortaco cégcsoport kezében van.

## Története

### Kezdetek
A második világháború befejezését követően a lerombolt ország újjáépítéséhez, a háború során megsemmisült infrastruktúra pótlásához komoly ipari kapacitásokra volt szükség. Ezzel együtt a meghirdetett iparfejlesztési politika megvalósításához jelentősen növelni kellett az építőanyagipari és építőipari kapacitásokat. Ehhez pedig aprítógépek is kellettek. Ilyen gépek előállításával a háború előtt Budapesten a Ganz és Társa-Danubius Villamossági-, Gép-, Waggon- és Hajógyár Rt. Kőbányai úti telepe foglalkozott, de a gyár a hirtelen megnőtt igényeket nem tudta kielégíteni. Mivel Kőbányán nem volt lehetőség számottevő bővítésre, ezért 1949-ben új üzem alapítását határozták el az Országos Tervhivatalban. 
Az új gyár beruházásának előkészületi feladatait a Gépipari Beruházási Vállalat kapta, s javaslatára a Helykijelölő Bizottság 1950. március 21-én döntött arról, hogy az új üzem Jászberényben épüljön fel. Jászberény sokat nyert a gyár építésével. Az addig mezőgazdaságból élő, malmairól, szűcseiről, tímárjairól, kádárjairól ismert városban egyre többen álltak be az új gyár munkásai, alkalmazottai közé, hogy korábbi életmódjukat újjal váltsák fel. Egyre nőtt azoknak a családoknak a száma, amelyeknek egy vagy több tagja gyári dolgozó, ipari munkás lett. A korábbi mezőgazdálkodásból származó bizonytalan jövedelmet felváltotta vagy kiegészítette a rendszeres munkabér, a folyamatos napi elfoglaltság, a kiszámíthatóbb életforma, a nagyobb közösséghez való tartozás láthatatlan köteléke. Az Aprítógépgyár és az időközben szintén Jászberényben felépült Hűtőgépgyár léte megváltoztatta a környezetet is. Lakások, lakótelepek épültek, fellendült a sport, a kulturális élet, a hatvanas években már rang lett “aprítósnak vagy hűtősnek” lenni Jászberényben.
A Népgazdasági Tanács 1951. január 18-án az alapító határozatában az alábbi célokat jelölte meg a gyár számára:
- Tevékenységi kör: aprító-, osztályozó-, keverő- és adagológépek, cementmalmok és téglagyári prések gyártása.
- Elérendő létszám: 619 fő
- Elérendő éves gyártási mennyiség: 6000 tonna
- Elérendő éves gyártási érték: 70 millió Ft

Kezdetben jelentős nehézségek mutatkoztak gépekben, alapanyagban, legfőképpen azonban szakképzett munkaerőben, mivel a városban és környékén nem volt hagyománya a gépgyártásnak. A gyár beindításához leendő dolgozókat küldtek a Budapestre a Ganzba, hogy betanuljanak. Végül velük tudott megkezdődni a termelés. A termelés kezdetben azonban messze nem volt sikertörténet, bár a terveket teljesíteni tudta az üzem a szervezettséggel mégis adódtak gondok. Ezzel összhangban a gyártási portfólió is fókuszvesztetté vált, a tervben meghatározott termékeken túl gyártottak mezőgazdasághoz kapcsolódó termékeket valamint lakossági vasárukat is. Az 1950'-es évek második felében az országos iparosítás is lejjebb hagyott. A keleti blokkban több üzem is végzett a jászberényihez hasonló tevékenységet, a termékminőség ekkor pedig még nem volt elegendő a nyugati exporthoz. Ennek eredményeképpen 1961-ben eltávolították igazgatói tisztségéből a termelés felfuttatásával kapcsolatban elévülhetetlen érdemeket szerző Gróf Károlyt.

### Útkeresés
Az 1960'-as évekre végig jellemző volt a szervezetlenség és az útkeresés. Bár elkezdett kialakulni egy stabil bányákból, kohászati cégekből, építőanyag-ipari vállalatokból álló vevőkör, azonban a fókuszt jelentősen hátráltatta, hogy ekkortájt tervek voltak a magyar vegyipar fellendítésére, melyben jelentős szerepet szántak volna a cégnek. A cég ezen kapacitásait szabadon is hagyta, azonban mivel végül utólag a várt megrendelések nem jöttek így ez is csak veszteségeket okozott. 
Felismerve a hordozóprofil hiányából adódó problémákat az üzem megpróbálta orvosolni ezt és 1962-ben megvásárolta az osztrák Binder vibrációs berendezésének licenszét. Ez lett a vállalat első "saját terméke". A munkaerőállomány jelentősen bővült és frissült a '60-as évek második felében több fiatal mérnök és közgazdász is érkezett a vállalathoz, illetve a szervezésen is javítottak, kialakították az addig nem létező szervezeteket, osztályokat (anyagellátás, kereskedelem), szakosították a belső munkafolyamatokat (gyártás, előkészítés, programozás, gyártmány- és gyártásfejlesztés). Ezen modernizáció meglátszott a vállalat megrendelésein is és 1967-68-ban végbement az első jelentősebb bővítés is a vállalat életében.

### Dinamikus növekedés
Az 1970'-es években is történtek szervezeti átalakítások a korábbi duális műszaki és gazdasági irányítást kibővítették egy harmadikkal, a kereskedelmi vezetőséggel is. A vállalat ekkor jelentősen növekedett, megjelentek a megrendelések között a KGST-n kívüli országok is. A növekvő megrendelésekkel párhuzamosan felfutottak a beruházások is, illetve egyre inkább mutatkoztak a növekedés fizikai (telephely) és munkaerő alapú korlátai is. Ez utóbbi célzattal a vállalat még egy telephelyet vásárolt Jászberényben, illetve Hatvanban is nyitott egy üzemegységeket. Az új telephelyekkel együtt volt olyan, hogy már több mint 1200 dolgozója volt a cégnek.

### Átalakulások
Az 1980'-as években mindinkább az átalakulás és modernizáció irányába létek. A meglévő gépek korszerűsítésre szorultak. A vállalat a magyarországi nagyprojektekben fővállalkozóként kezdett működni, ezzel párhuzamosan egyre nagyobb szerepet kapott a nyugati cégeknek történő alkatrészgyártás is. A rendszerváltozáskor az Aprítógépgyár árbevételének már közel 75%-át nyugati exportból realizálta olyan cégeknek gyártva, mint a Hanomag, Eder, Poclain, Caterpillar, SMS, Mannesmann Demag, Orenstein und Koppel, Zettelmayer. Ezzel párhuzamosan a termékszerkezetben is jelentős változások mentek végbe, míg az építőgép részegységek gyártása 1989 körül már közelítette a 40%-ot, addig a hagyományos aprítógépgyári termékek gyártása oly mértékben visszaszorult, hogy az egyik vállalati tanács ülésén még az is felmerült, hogy a cég változtasson nevet, hiszen aprítógépgyártás már csak mutatóban folyt a vállalatnál. Erre azonban végül nem került sor az Aprítógépgyár nevének ismertsége végett.
A vállalat privatizációjára 1993-ban került sor Munkavállalói Résztulajdonosi Program keretében, ahol is a vezetőség hitelből megvásárolta a részvények 15%-át, míg a az MRP szervezet a részvények 36%-át tudta megszerezni. Ezek után ismét stabilan növekedni tudott a megrendelések száma, a hatvani gyártelep azonban oly méretű felújításra szorult volna, amely a új egyre szigorúbb környezeti, energetikai és munkaügyi előírások végett nem lett volna profitábilis.
2007 évben a menedzsment felvásárolta a dolgozói részvényeket, majd a vállalat eladása mellett döntött, így a gyártóbázis a Jászberényi Aprítógépgyár Zrt. 2007. május 29-én a RUUKKI Konszern tagja lett, majd öt évvel később egy másik finn befektető vásárolta fel FORTACO Zrt. néven. Azóta a gyártóbázis elsősorban sorozatgyártást végez kapott dokumentációk alapján.